# هيبياس الأصغر
هيبياس الأصغر (باليونانية:Ἱππίας ἐλάττων)، أو "عن الكذب"، يعتقد أنه أحد أقدم أعمال أفلاطون. يباري سقراط بعقله موسوعيا متغطرسا وهو أيضا ناقد أدبي معتد بنفسه. يعتقد هيبياس أن هوميروس يمكن أن يؤخذ على علاته، ويمكن تصديق أخيل عندما يقول انه يكره الكذابين، في حين يتبع أوديسيوس الحيلة (πολύτροπος) بقدرته على الكذب جيدا. يقول سقراط أن أخيل كان كذابا ماكرا، وأن الكذابين الماكرين هم في الواقع أفضل الكذابين. ونتيجة لذلك، كان أوديسيوس كاذبا وصحيحا على قدم المساواة مثل أخيل. يقترح سقراط، وربما اغرض المتعة الجدلية، أنه من الأفضل فعل الشر طوعا بدل فعله مكرها. تعتمد فرضيته على القياس على مهاراته الرياضية مثل الجري والمصارعة. ويقول إن العداء أو المصارع الذي يستخدم أكياس الرمل عمدا هو أفضل من الشخص الذي يتهادى في السير لأنه لا يمكنه فعل الأفضل.